# Eyrichshof
Eyrichshof is een stadsdeel van de stad Ebern in het district Haßberge van de Duitse deelstaat Beieren.